# Daniel Peredo
Daniel Kirino Peredo Menchola (Lima, 17 de junio de 1968-Lima, 19 de febrero de 2018) fue un narrador, presentador, actor, periodista y comentarista deportivo de prensa escrita, televisión y radio peruano. Es considerado uno de los más destacados narradores deportivos del fútbol peruano, y uno de los mejor valorados por la afición de ese país.

## Biografía
Peredo nació en Lima, fruto de un matrimonio emigrado de Chiclayo. Vivió toda su niñez en el distrito de Pueblo Libre y también con la familia que formó con su esposa, Milagros Llamosas Salas, y sus dos hijas.
Su incursión en el periodismo deportivo se inició como una afición personal. Cuando se encontraba en la primaria, escogió dedicarse al periodismo de forma profesional. La clasificación de la selección de fútbol de Perú para los mundiales de 1970, 1978 y 1982, y el campeonato en el decimoquinto Campeonato Sudamericano (hoy Copa América) influyeron aún más en su decisión para dedicarse al periodismo deportivo.
Ya en carrera, se dedicó a trabajar en diversos programas de televisión, radio y prensa escrita. Inició como columnista para la sección deportiva de Ojo y posteriormente trabajó para El Bocón, un diario deportivo, en el adquirió cierto reconocimiento. En marzo de 1996, empezó a trabajar en televisión luego de que Alberto Beingolea lo invitara para integrarse al novedoso programa deportivo Goles en acción. Más tarde, en alguna ocasión, él mismo afirmó que Pocho Rospigliosi fue su principal figura de inspiración.
Daniel consolidó su éxito en CMD como locutor durante la Clasificación de Conmebol para la Copa Mundial de Fútbol de 2010. Una de sus narraciones más recordadas es la que realizó en el partido jugado entre Perú y Argentina el 10 de septiembre de 2008 en el Estadio Monumental de Lima, por la octava fecha de la Clasificación de Conmebol para la Copa Mundial de 2010. En aquel partido Argentina se adelantó en el minuto 82, con gol de Esteban Cambiasso; luego en el minuto 93 Juan Manuel Vargas emprendió una carrera «impresionante», desde la mitad del campo peruano hasta el área argentina, para después enviar un centro que Johan Fano transformó en el empate —y resultado final— del partido. La narración de Daniel Peredo fue como sigue:

[…] Vargas, recuperó Vargas. [envía] El servicio —pase— largo para buscar a Rengifo ¡Apóyate con Paolo de la Haza! Vargas, va Vargas, empuja Vargas, quiere pasar Vargas, sigue Vargas, lucha Vargas ¡Pasó Vargas! ¡Qué bien la hizo Vargas! ¡Aquí está el empate! ¡En el área espera Ñol, en el área espera Ñol! ¡Está…!

¡Gol, gol, gol, gol! ¡Gol, gol, gol, gol, gol! ¡Gol peruano! ¡Con el corazón de Vargas, con los huevos de Vargas, con el empuje de Vargas, con el pundonor de Vargas, con el corazón de todos! ¡Lo hizo Vargas! ¡La metió Fano, la metió Fano! ¡Pita Amarilla! —el árbitro termina el partido— ¡No merecíamos perder, no merecíamos irnos con las manos vacías, no merecíamos el 1 a 0 en contra! ¡Apareció Fano, apareció Fano en el final! ¡Apareció Vargas empujando, tuvo tiempo hasta de sacarse un argentino, tuvo tiempo hasta de empujar a Bataglia, tuvo tiempo hasta para levantar la cabeza, tuvo tiempo hasta para mirar a Fano, y Fano hizo su trabajo! ¡Fano hizo lo que hace un goleador, Fano hizo lo que hace un 9! ¡Ahí Fano! ¡En el área Fano! ¡Es el mejor final que me ha tocado narrar: Perú 1 Argentina 1!
Comenta después de todas las repeticiones, Alberto Beingolea en CMD…
Daniel Peredo

Ese gol de Fano a Argentina en 2008 fue ideal para la narración. Vargas arranca desde su área y conforme se va acercando a la jugada de peligro te permite acompañarlo, crecer con él en el relato.
Extracto de «Daniel Peredo: "Mi niñez y adolescencia estuvieron marcadas por la mejor época del fútbol peruano"» de la revista Somos Periodismo.

Otro relato memorable de Daniel fue el 5 de septiembre del 2017; cuando Perú derrotó 1-2 a Ecuador en Quito. Aquel triunfo fue el primero en la historia de Perú por eliminatorias mundialistas en el Atahualpa. En pleno pitazo de Enrique Cáceres expresó:

Hemos pasado los cinco… ¡Ganamos, ganamos, ganamos! ¡Era hoy Ramón!, ¡era hoy Ramón te dije! ¡Siempre hay una primera vez! ¡Siempre hay una primera vez! ¡Gloria a Perú en las alturas!, Perú ha roto esa racha de que no puede ganar en Quito, y ha ganado bien, ha ganado con juego, ha ganado poniéndola abajo, ha ganado con goles de Flores y de Paolo Hurtado, ha ganado sosteniendo con diez hombres, ha ganado con Cartagena y Santamaría que debutaban; sí, con dos debutantes, con Cartagena y Santamaría, ha ganado Perú en Quito, ha ganado 2 a 1, somos quintos, por ahora …
Daniel Peredo

También, el 15 de noviembre de 2017 relató la clasificación de Perú a una Copa Mundial de Fútbol, tras 36 años de ausencia, desde el mundial de España 1982. Peredo dijo 3 inolvidables frases al ganar 2-0 a Nueva Zelanda:

¡Apareció Ramos para decirnos que es fútbol peruano, que no hay mal que dure 36 años ni fútbol peruano que lo resista…!
Daniel Peredo.

¡Se acabó! ¡Vuelve Perú a un mundial, Ramón! ¡Volvemos a un mundial después de 36 años! ¡Ha ganado Perú, ha ganado 2 a 0! Es la locura en la cancha, es la locura en la tribuna, volvemos a un mundial ¡Era posible, Ramón! ¡Era hoy, no nos iba a aguantar Nueva Zelanda! Lloran los jugadores, se abrazan todos dentro de la cancha, la gente celebra en las tribunas. ¡Vuelve Perú a un mundial después de 36 años!
Daniel Peredo.

¡Hoy es el día que el hincha peruano tanto esperó! ¡Hoy es el día del hincha peruano incondicional! ¡Hoy, 15 de noviembre del 2017, quedará como el día mundial del hincha peruano! ¡Abrácense, celebren, destapen, marquen en los calendarios! ¡Abrácense en las calles! ¡Hoy es nuestro día! ¡Algún día tenía que ser! ¡No hay mal que dure 36 años ni fútbol peruano que lo resista! ¡Vamos al mundial! ¡Arriba Perú!
Daniel Peredo.

### Últimos momentos y muerte

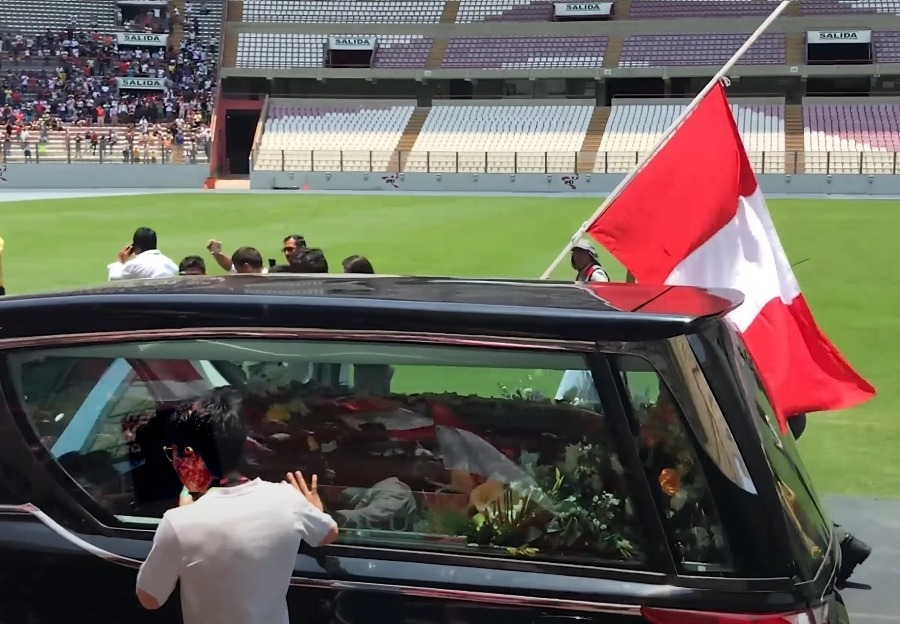
Funeral de Daniel Peredo en el Estadio Nacional del Perú.

El 19 de febrero del 2018, mientras se encontraba jugando un partido de fútbol matinal llamado la pichanga de los lunes, empezó a sentirse con malestares al presentar un cuadro de vómitos. Por lo tanto, su colega Héctor Briceño ofreció llevarlo a su casa, pero a causa de la gravedad del malestar, decidió llevarlo de emergencia a la clínica San Felipe. Sin embargo, calles antes de llegar, sufrió un infarto fulminante. Tras unas horas se confirmó su fallecimiento. La noticia fue inesperada y llegó a ser impactante a tal punto que dejó de luto al periodismo deportivo y una gran parte de los seguidores del fútbol peruano.

### Homenajes póstumos

Un ejemplo de las diversas ilustraciones dedicadas a Peredo, una muestra del cariño que le tenía el público en general.

Desde ese mismo día, canales de televisión abierta y de cable rindieron homenajes al periodista por su fallecimiento, tales como la transmisión de sus mejores narraciones en diversos partidos de la selección peruana y participación en distintos proyectos. Cabe resaltar que Peredo admitió numerosas veces que siempre quiso ver a la selección de fútbol de su país en un Mundial y, tras la clasificación de Perú a Rusia 2018, estaba cerca de cumplir su sueño tras ser el encargado para narrar los partidos en RPP.
El 19 de febrero, mismo día de su fallecimiento, Movistar Deportes reemplazó la programación habitual del programa Al ángulo, en el que Daniel era panelista, para colocar una pantalla en negro con sus frases más memorables en bucle, junto con el logotipo del canal en blanco y negro con un lazo de luto. Esta transmisión perduró, desde las 10:00 p. m. hasta las 11:30 p. m., por ser el horario original del programa.
El 21 de febrero se le hizo un homenaje en el Estadio Nacional, donde se llevó su cuerpo dentro de una carroza fúnebre para que los hinchas lo despidieran. Ese mismo día sus restos fueron finalmente cremados y sus cenizas terminaron siendo sepultadas en el cementerio Jardines de la Paz en el distrito de La Molina en Lima.
El 23 de febrero, Movistar Deportes estrenó un documental biográfico sobre Peredo dentro del horario de Al ángulo en homenaje por todas sus contribuciones en el ámbito deportivo. La transmisión del homenaje marcó su final oficial en Al ángulo como el último adiós al periodista, tras haber sido parte del equipo mediático de CMD por diecinueve años.
Con motivo de su muerte, en el partido de ida correspondiente a la primera fase de la Copa Sudamericana 2018 entre los clubes Lanús y Sporting Cristal, se le rindió un homenaje con un minuto de silencio. Por otra parte, en todos los partidos de la fecha 4 del Torneo de Verano de la Copa Movistar 2018, incluyendo al superclásico del fútbol peruano entre Universitario de Deportes y Alianza Lima, se le rindió homenaje con un minuto de aplausos hacia él.

## Créditos
| Televisión - El noticiero del 9 (bloque deportivo), Andina de Televisión (1990-1992) - ATV noticias (bloque «ATV deportes»), Andina de Televisión (1992-1996) - Goles en acción, Global Televisión (1997-1998) - Tele once, América Televisión (1998) - Show de goles, CMD (1999-2002) - El equipo de goles, Frecuencia Latina (2002) - Versus, CMD (2003-2017) - Entre titulares, CMD (2006-2007) - El alargue, CMD (2004-2008) - Factor fútbol, CMD (2015-2016) - Días de fútbol, CMD (2016-2017) - Central Perú, CMD (2016-2017) - Los convocables, Movistar Deportes (2017) - #ModoSele, Movistar Deportes (2017) - Al ángulo, Movistar Deportes (2017-2018) | Radio - Radio Callao (1988-1990) - Radiomar Inolvidable (2000-2001) - CPN Radio (2001-2004) - Sin casette, Radio Miraflores (2004-2005) - Entretiempo, CPN Radio (2008-2010) - Deportes con Daniel Peredo y «Chemo» del Solar, Radio Capital (2013-2014) - Daniel Peredo en Capital, Radio Capital (2014-2016) - Deportes en Capital, Radio Capital (2016-2017) - Fútbol como cancha, RPP Noticias (2017-2018) | Prensa escrita - Ojo (1990-1994) - El Bocón (1994-1999) - El Comercio (2010-2013) |

## Obras
- Los 500 datos más caletas de los mundiales (2010)[14]
- Las caletas de los mundiales (2014)[15]
- Peredo total (2018)[16]

## Filmografía
- Once machos (2017)[17]